# Uvaysi (krater)
Uvaysi är en nedslagskrater med en diameter på 38 kilometer, på planeten Venus. Uvaysi har fått sitt namn efter poeten Jahonotin Uvaysiy.